# Philosémitisme

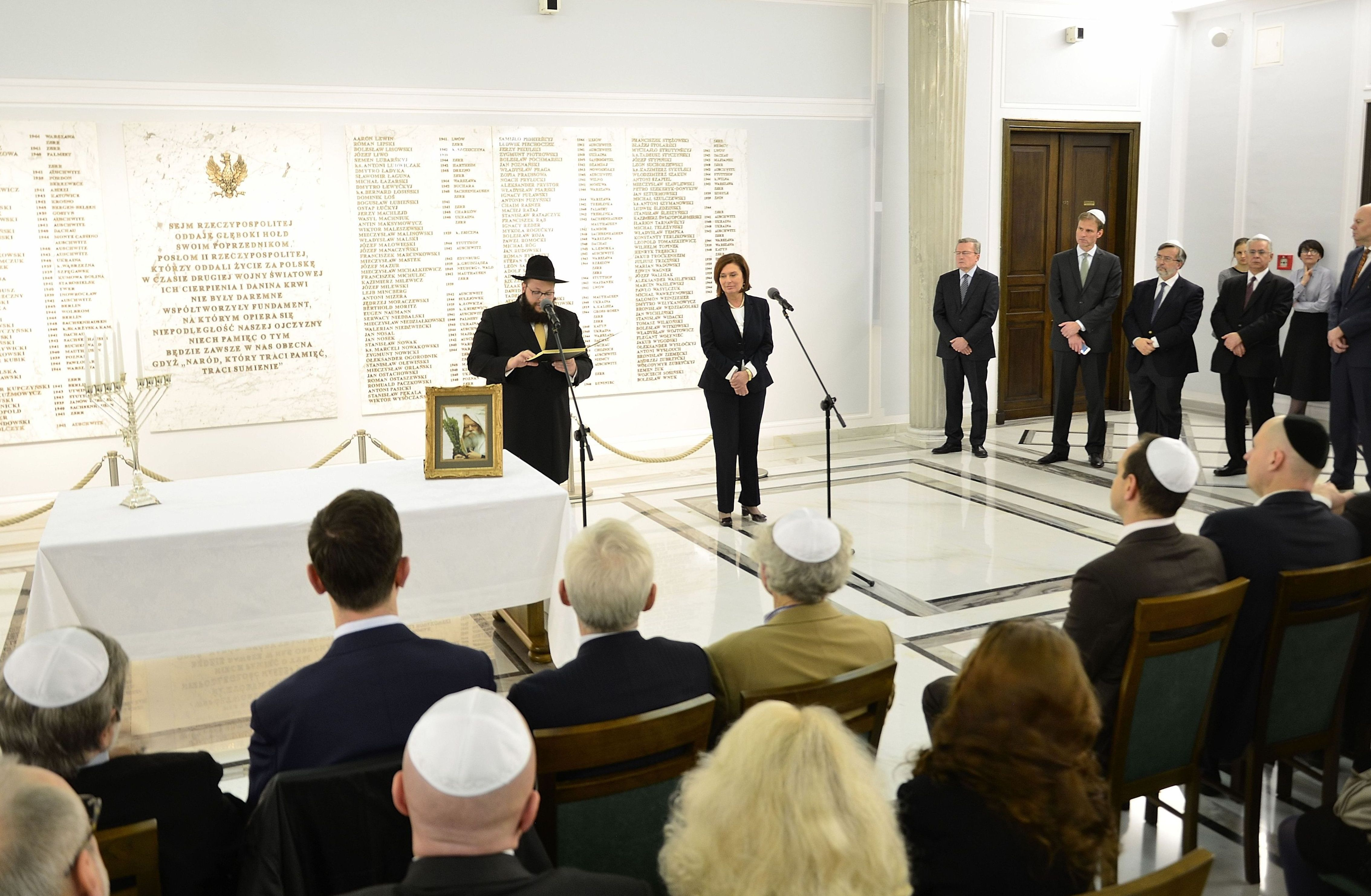
Célébration de la Hanukkah en Pologne.

Le philosémitisme est en principe une attitude favorable envers les Juifs, en raison de leur religion, de qualités attribuées collectivement aux Juifs, et de leur statut de peuple élu de Dieu, selon les différentes religions issues de la Bible. Toutefois, ce terme et son acception comportent différentes ambiguïtés.

## Tentatives de définition
La définition du terme « philosémitisme » est tout à fait problématique, elle engendre un ensemble de questions difficiles à résoudre : de qui parle-t-on en parlant des Juifs ? S’agit-il d’une religion ? D’un peuple ? Rudolph M. Loewenstein dit qu’il n’y a pas de définition précise de l’antisémitisme, mais il y a un consensus en ce qui concerne ses symptômes — la même chose peut être dite sur le philosémitisme. Le préjugé concernant la particularité des Juifs ne se réduit pas à une caractéristique, mais est un composé assez complexe et non homogène.
Edelstein propose une définition suivante de ce phénomène (fondée sur la négation d’une des définitions de l’antisémitisme) : « Un sentiment ou une action qui soutient ou qui protège des personnes que l’on appelle Juifs, sur les fondements du fait que ces personnes, en vertu de leur judaïté, possèdent des qualités désirables. » (p. 13)
La version « forte » du philosémitisme entraîne l’identification historique avec les Juifs (manifestée à travers les actions pro-juives, allant jusqu’à la conversion au judaïsme) ; sa version « faible » est un anti-antisémitisme.

## Histoire
Malgré la façon dédaigneuse dont la communauté juive était souvent vue dans l’Antiquité, à cause de leur refus d'abandonner leur Dieu et de révérer l'Empereur comme un dieu, les Juifs avaient une certaine « force d’attraction » . Déjà au IIIe siècle av. J.-C., certains sages admiraient leur sagesse et leur culture. On trouve les notes selon lesquelles les Juifs adoptaient les mêmes quatre vertus principales qui étaient appréciées dans l’Antiquité grecque, puis gréco-romaine, (la sagesse, le courage, la modération et la justice, la première d’entre elles était particulièrement liée à leur communauté)[réf. nécessaire]. Selon les historiens de l’Antiquité, Pythagore fut un grand admirateur du judaïsme, et adopta certains préceptes de la loi juive dans sa philosophie. L’historien Mégasthène et le philosophe Théophraste « parlent des Juifs […] comme des philosophes par naissance, en trouvant dans la loi juive une sorte de correspondance aux Lois de Platon » (livre 12) . On cite Aristote considérant les Juifs comme descendant des philosophes indiens. Le monothéisme juif ayant eu pour effet l’abandon du polythéisme par les Anciens, est également admiré dans la mesure où il représente, comme une alternative à la philosophie, invention grecque, l'autre voie vers l'abstraction[réf. nécessaire].
Dans un autre sens, les rois polonais, Casimir III de Pologne et Casimir IV Jagellon, sont considérés aujourd’hui comme philosémites, pour avoir fait venir de nombreux juifs dans leur pays[réf. nécessaire]. Selon Edelstein, leur soutien de la présence des Juifs en Pologne n’était pas motivé, comme on le croit d’habitude, par des raisons économiques, car l’importance de ces dernières fut relativement faible à l’échelle nationale[réf. nécessaire].
Alain Edelstein maintient que la survie des Juifs en Europe est due, en large partie, aux philosémites, de même que l’émancipation de cette communauté — le Moyen Âge était marqué par la lutte en faveur de la présence juive dans l’Europe chrétienne, et les philosémites modernes ont aidé les Juifs à se retrouver dans l’Europe du XIXe siècle[réf. nécessaire].
Une forme particulière de philosémitisme est développée par les chrétiens évangéliques américains : selon eux, le retour du peuple juif en Judée est le prélude à sa conversion au christianisme et au retour du Christ sur Terre. La  conversion des Juifs au christianisme ne s’effectuerait que sur les lieux où Jésus-Christ a vécu, conversion qui transférerait aux chrétiens le statut de peuple élu[réf. nécessaire].
Mark Twain a écrit un essai très philosémite nommé "Concerning the Jews" (À propos des Juifs),.
Selon Leon Wieseltier, le philosémitisme n’est guère différent de l’antisémitisme, car il continue de donner aux Juifs un rôle central dans l’histoire du monde[réf. nécessaire].

### Sources primaires
- Léon Bloy, Le Salut par les Juifs

### Sources secondaires
- Alain Edelstein, An Unacknowledged Harmony, Philosemitism and the Survival of European Jewry, Greenwood Press, London, 1982.
- Hannah Arendt, Les origines du totalitarisme (éd. originale: New York: Harcourt Brace Jovanovich, 1979).
- Louis H. Feldman, Jew & Gentle in the Ancient World, chapitre « The Attractions of the Jews : the Cardinal Virtuess », Princeton University Press, 1992.
- Artur Sandauer, O sytuacji pisarza polskiego pochodzenia żydowskiego w XX wieku (rzecz, którą nie ja powinienem był napisać...), Czytelnik, 1982.
- Simon Epstein, Un paradoxe français (Éditions Albin Michel, 2008)
- Olivier Rota propose une autre approche du philosémitisme dans « Dépasser les cadres du philosémitisme. La vision œcuménique de Paul Démann », paru dans Archives juives, 1er semestre 2007, no 40/1, p. 117–130.